# Опел рекорд П1
Опел рекорд П1 је аутомобил средње класе немачког произвођача аутомобила Опела, који се производио од 1957 до 1960. године. Опел рекорд П1 је наследник Олимпије рекорд. Карактеристика овог модела је „панорамски прозор“ по којем је аутомобил и добио ознаку (П - панорама).

## Спецификације
| Бензински мотор | Бензински мотор | Бензински мотор | Бензински мотор | Бензински мотор   | Бензински мотор | Бензински мотор |
| Тип             | Радна запремина | Снага           | Обртни момент   | Максимална брзина | Убрзање 0-100   |                 |
| --------------- | --------------- | --------------- | --------------- | ----------------- | --------------- | --------------- |
| караван 1500        | 1488 cm³        | 37 @ 4000       | 106 @ 2100      | 125 km/h          | 27 s            |                 |